# Rubus whartoniae
Rubus whartoniae är en rosväxtart som beskrevs av Liberty Hyde Bailey. Rubus whartoniae ingår i släktet rubusar, och familjen rosväxter. Inga underarter finns listade i Catalogue of Life.